# Девід Шеппард (важкоатлет)
Девід Шеппард (англ. Dave Sheppard, 12 грудня 1931 — 1 жовтня 2000) — американський важкоатлет.
Срібний призер Олімпійських Ігор 1956 року в середній важкій вазі.